# Złotoryja
Złotoryja [zwɔtɔˈrɨja] (deutsch: Goldberg i. Schlesien) ist eine Stadt in der Woiwodschaft Niederschlesien in Polen. Sie ist zugleich Sitz des Powiat Złotoryjski und hat ca. 16.000 Einwohner. Die Stadt gehört der Euroregion Neiße an.

## Geographische Lage
Złotoryja liegt am rechten Ufer der Katzbach, etwa 20 Kilometer südwestlich von Legnica (Liegnitz). Im Süden erstreckt sich das Bober-Katzbach-Vorgebirge.

## Geschichte

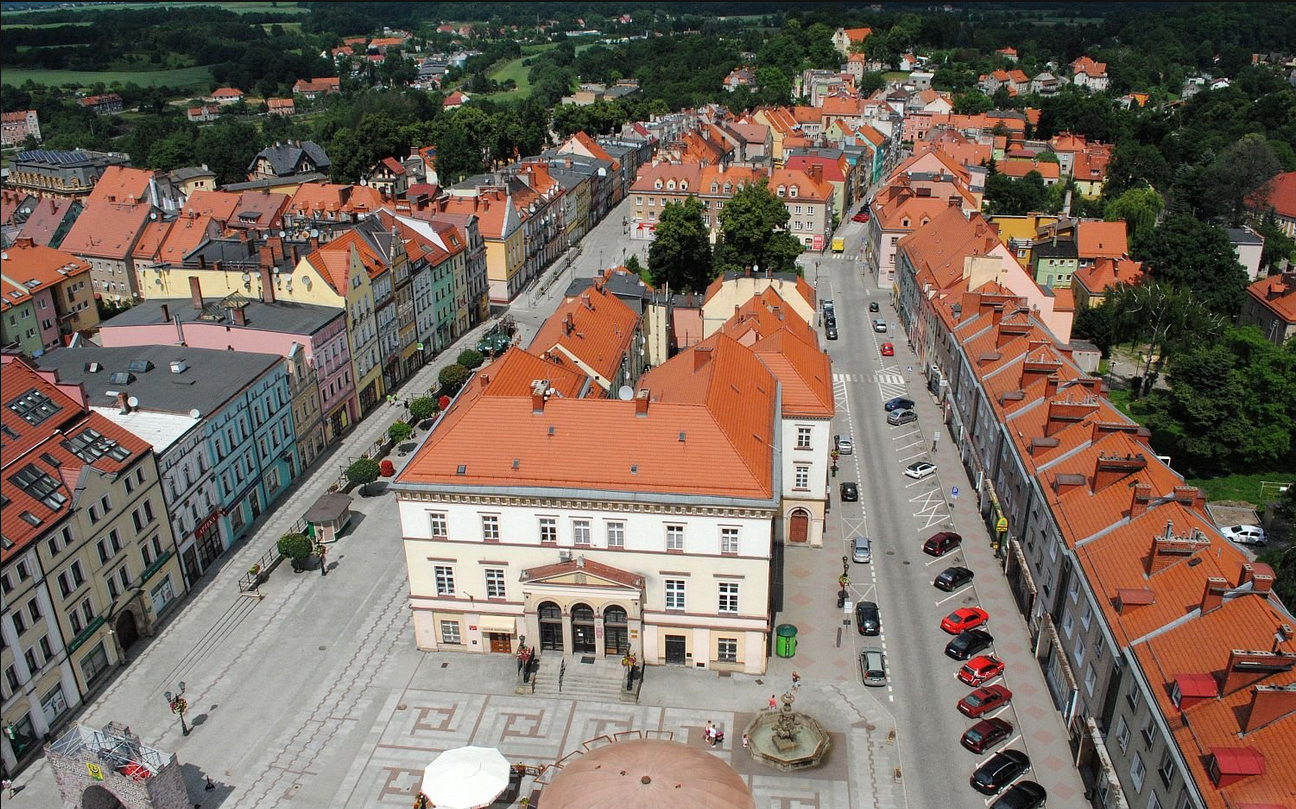
Altstadt mit Rathaus und Ring

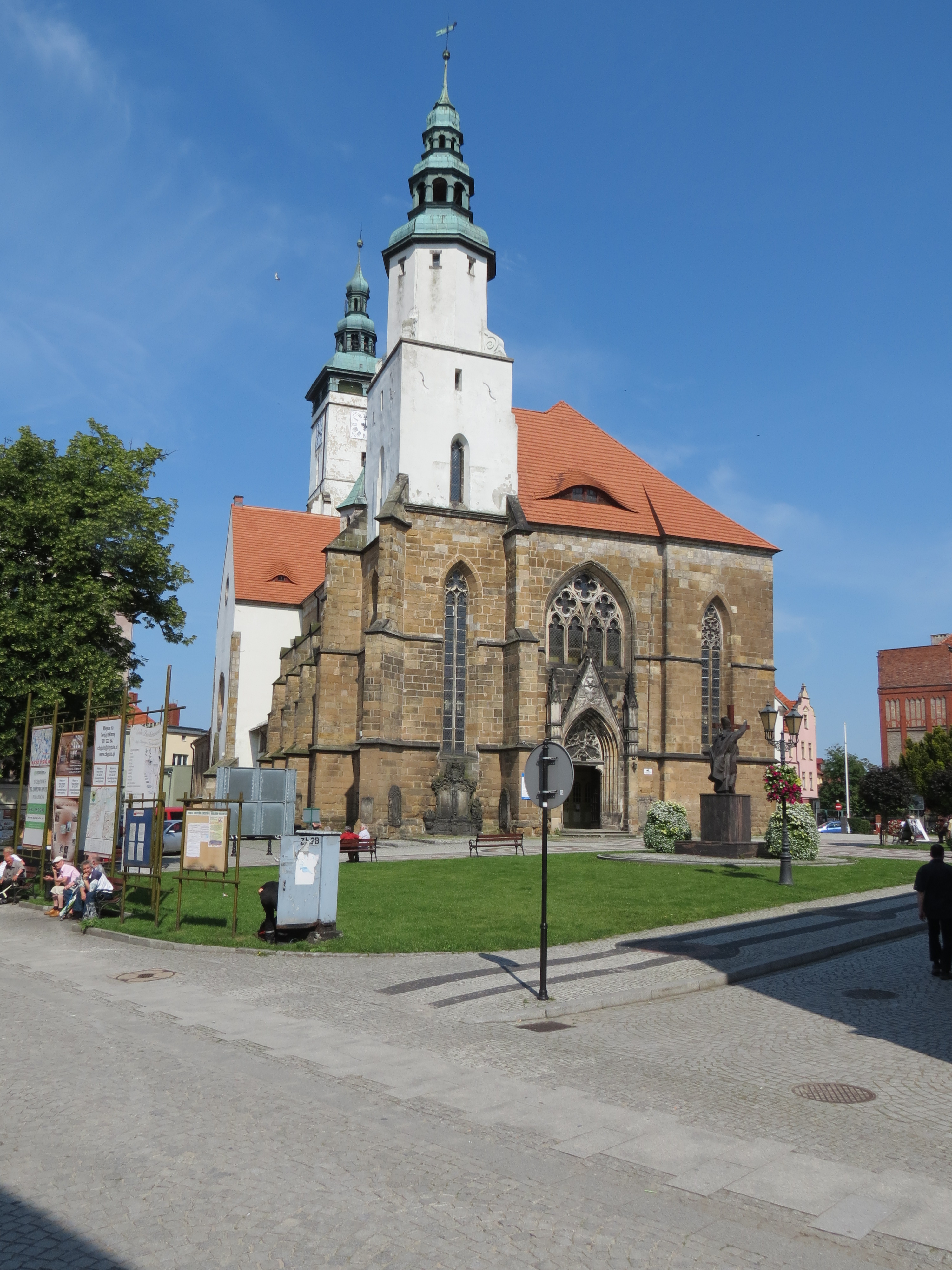
Marienkirche

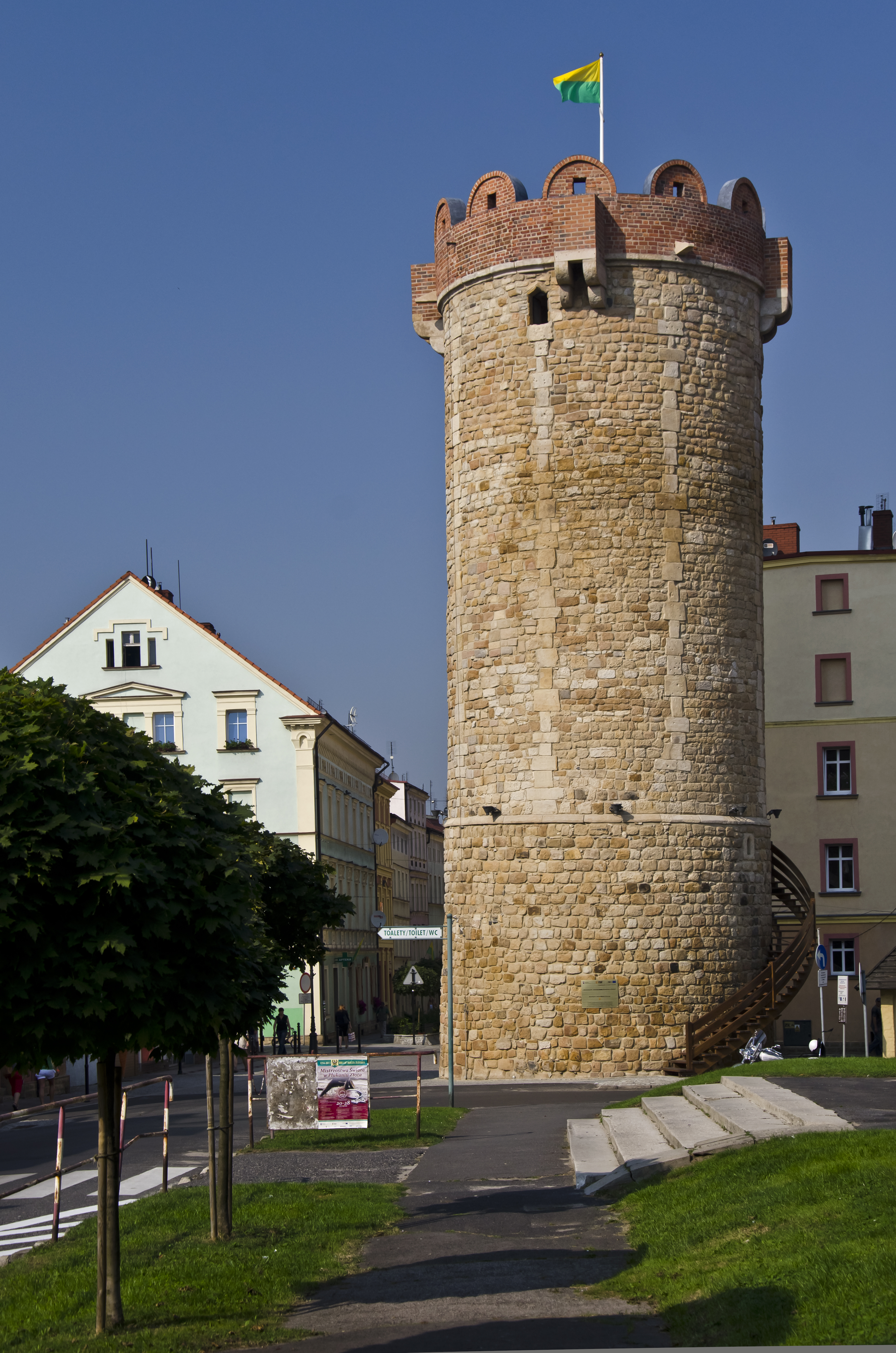
Fragment der alten Stadtbefestigung

Goldberg ist die älteste bezeugte deutschrechtliche Stadtgründung in Schlesien. 1211 wurde ihr das Magdeburger Stadtrecht von Herzog Heinrich I. aus der Linie der Schlesischen Piasten verliehen. Im alten Flussbett der Katzbach wurde schon im 12. Jahrhundert Gold gewaschen. Vom Goldbergbau hat die Stadt ihren Namen erhalten. Es gehörte zunächst zum Herzogtum Liegnitz und gelangte nach dessen Teilung an das Herzogtum Jauer.
Um 1244 entstand in der Stadt ein Kloster des 1210 gegründeten Franziskanerordens; ab 1274 war es das Hauptkloster der Kustodie Goldberg in der Sächsischen Franziskanerprovinz. Der Konvent wurde zwischen 1526 und 1530 infolge der Reformation aufgehoben. 1704 kamen böhmische Franziskaner nach Goldberg, die ihr Kloster 1810 im Zuge der Säkularisation aufgeben mussten.
Gegen den Hegemonialanspruch des wiedervereinten Polen unterstellten sich verschiedene piastische Fürsten der Lehenshoheit Böhmens, so auch im Jahr 1329 die Region um Goldberg. Im Jahre 1348 inkorporierte schließlich der König und spätere Kaiser Karl IV. Schlesien in die Länder der Böhmischen Krone. Damit wurde Schlesien ein Teil des Heiligen Römischen Reichs, zunächst unter luxemburgischer und ab 1526 unter kaiserlicher Oberhoheit. Zu dieser Zeit war Goldberg eine wichtige Stadt u. a. auch für Ausbildung, zum Beispiel besuchte Albrecht von Wallenstein die evangelische Lateinschule, die Friedrich II. von Liegnitz gestiftet und Valentin Friedland-Trozendorf aufgebaut hatte. Nach dem Ersten Schlesischen Krieg schied Goldberg mit Schlesien 1742 aus den böhmischen Kronländern aus und fiel an Preußen.
Um 1900 hatte Goldberg eine evangelische und eine katholische Kirche, ein Progymnasium, ein Amtsgericht, eine Reihe unterschiedlicher Fabrikationsbetriebe, Bierbrauerei und Obstanbau.
Gegen Ende des Zweiten Weltkriegs wurde Goldberg im Frühjahr 1945 von der Roten Armee eingenommen. Als Folge des Zweiten Weltkriegs fiel Goldberg 1945 wie fast ganz Schlesien an Polen und wurde in Złotoryja umbenannt. Die deutsche Bevölkerung wurde, soweit sie nicht vorher geflohen war, 1945/46 vertrieben. Die neu angesiedelten Bewohner waren teilweise Zwangsumgesiedelte aus Ostpolen, das an die Sowjetunion gefallen war.
Patenstadt der vertriebenen Goldberger wurde Solingen. Im Solinger Stadtarchiv wurde 1958 ein Erinnerungsraum eingerichtet.

## Kultur und Sehenswürdigkeiten

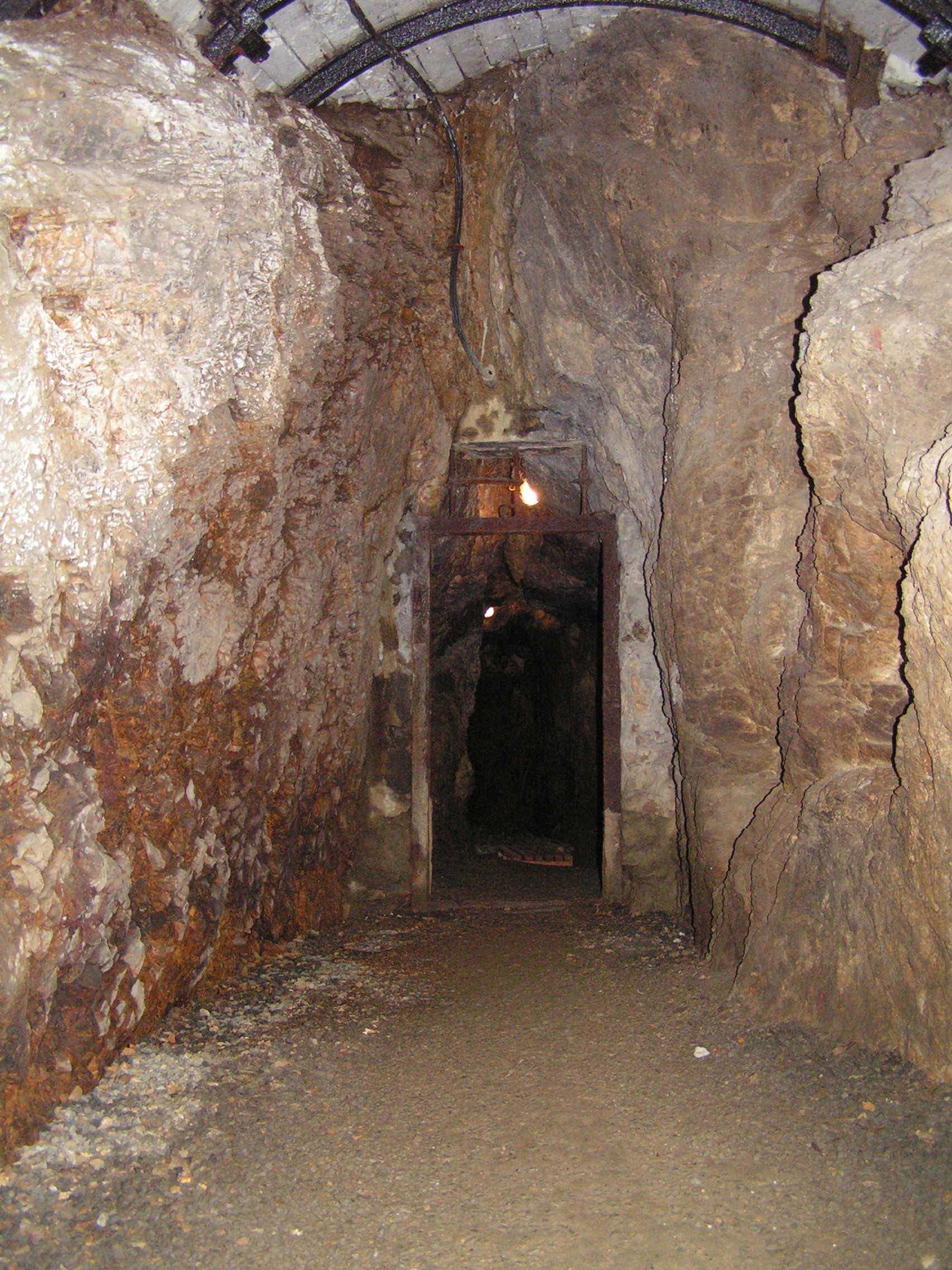
Ehemaliges Goldbergwerk

Die Stadt besitzt etwa 300 Baudenkmäler, darunter:
- Delphinbrunnen
- Ehemaliges Franziskanerkloster
- Heilige-Kreuz-Kirche oder St.-Nikolaus-Kirche
- historische Bürgerhäuser am Ring
- Kirche der Maria Geburt
- Kirche St. Hedwig
- Rathaus
- Säulenkapelle
- Schmiedebastei (Baszta Kowalska)
- Stadtmauer aus dem 14. Jahrhundert
- Gröditzburg.

## Einwohnerentwicklung
| Jahr | Einwohner | Anmerkungen                                          |
| ---- | --------- | ---------------------------------------------------- |
| 1890 | 6437      | davon 5584 Evangelische, 784 Katholiken und 23 Juden |
| 1900 | 6516      | meist Evangelische                                   |
| 1933 | 7842      | [ 5 ]                                                |
| 1939 | 7852      | [ 5 ]                                                |

## Landgemeinde
Die Landgemeinde Złotoryja umfasst ein Gebiet von 145 km², auf dem am 31. Dezember 2020 6994 Menschen lebten. Sie gehört der Euroregion Neiße an. Die Stadt Złotoryja gehört nicht zur Landgemeinde.

## Verkehr
Der ÖPNV in Złotoryja ist seit April 2025 kostenlos.
Die Bahnstrecke von Legnica über Złotoryja nach Jerzmanice-Zdrój soll bis 2028 wieder für den Personenverkehr eröffnet werden.

## Söhne und Töchter der Stadt
- Valentin Trotzendorf (1490–1556), humanistisch-reformatorischer Schulreformer, Rektor, Prediger und Autor. Das Trotzendorf-Denkmal erinnert an sein Wirken.
- Johann Sigismund Werner (1491–1561), evangelischer Geistlicher und Prediger sowie Anhänger Caspar Schwenckfelds
- Fabian Timäus (1507–1581), lutherischer Theologe
- Johann Daniel Hensel (1757–1839), Pädagoge, Schriftsteller und Komponist
- Konrad Engelbert Oelsner (1764–1828), Publizist
- Johann Wilhelm Oelsner (1766–1848), Königl. Geheimer Kommerzienrat, Industrieller, Pädagoge und Philologe
- Karl Friedrich Schönwälder (1805–1888), Altphilologe und Historiker
- Robert von der Goltz (1811–1855), Mitglied der Frankfurter Nationalversammlung
- Ferdinand Joachimsthal (1818–1861), Mathematiker und Hochschullehrer
- Waldemar Dyhrenfurth (1849–1899), Staatsanwalt, skurriler Gesellschaftskritiker, Schöpfer des Bonifazius Kiesewetter
- Friedrich Hoffmann (1875–1951), Kurator der Universität Königsberg
- Ernst Zinner (1886–1970), Astronom
- Ruth Kisch-Arndt (1898–1975), Konzertsängerin und Hochschullehrerin
- Werner Elsner (1899–1977), Verwaltungsjurist und Kommunalpolitiker (NSDAP)
- Wilhelm Gliese (1915–1993), Astronom
- Joachim Siol (* 1937), Richter am Bundesgerichtshof
- Mariusz Szczygieł (* 1966), Journalist
- Dariusz Suska (* 1968), Lyriker

## Partnerstädte
- Mimoň, Tschechien
- Pulsnitz, Sachsen
- Solingen, Nordrhein-Westfalen
- Westerburg, Rheinland-Pfalz